# Eineguntkopf
Der Eineguntkopf (deutsch), beziehungsweise die Rohnehöhe (österreichisch), ist ein Nebengipfel des Hochgrats in der Hochgratkette am Nordrand der Allgäuer Alpen. Er hat eine Höhe von 1641 m.

## Lage
Über den Gipfel verläuft die Staatsgrenze zwischen Österreich und Deutschland und die Grenze zwischen den Gemeinden Hittisau (Vorarlberg) und Oberstaufen (Bayern). In der Hochgratkette wirkt der Eineguntkopf dominant, da er breite Ausmaße besitzt und seine beiden Nachbarberge überragt.

## Namen
Dieser Gipfel hat zwei gänzlich verschiedene Namen, die sich von zwei Alpwirtschaften ableiten. In Deutschland nennt man ihn nach der Einegunt-Alpe (1372 m) im nördlichen Kar zum Hohenfluhalpkopf, in Österreich heißt er Rohnehöhe nach der Rohne-Alpe an ihrem Südhang.

## Wirtschaft

### Alpen
Wie an allen Berghängen der Mittleren Nagelfluhkette werden die Hänge für sommerliche Bergweiden genutzt. Auf deutscher Seite sind das
- Obere Stiegalpe (1178 m),
- Mittlere Stiegalpe,
- Ziehenalpe (1249 m) und
- Untere Ziehenalpe,

während die Einegunt-Alpe selber eher dem Hohenfluhalpkopf zuzurechnen ist. Die Alpen auf Hittisauer Seite sind die
- Rohne-Alpe (1400 m),
- Plattentischalpe und
- Glockenplattealpe (1276 m).

### Tourismus
Im Zusammenhang mit Gratwanderungen auf der Hochgratkette ist auch der Eineguntkopf ein beliebtes Wanderziel. Neben den Verbindungsgratwegen zum Falken und zum Hochhäderich westwärts und zum Hohenfluhalpkopf, Seelekopf und Hochgrat ostwärts gibt es auch einen direkten Weg von der Falkenhütte zum Gipfel.
Die Falkenhütte (ca. 1450 m) ist ein Berggasthaus und ein gratnaher Stützpunkt für Wanderer und Wintersportler. Im Winter bringt ein Schlepplift Skiläufer von dort aus bis zum Grat des Eineguntkopfs.
Die Skitour über Nordhang und Westgrat ist auch für Anfänger geeignet.

## Bilder

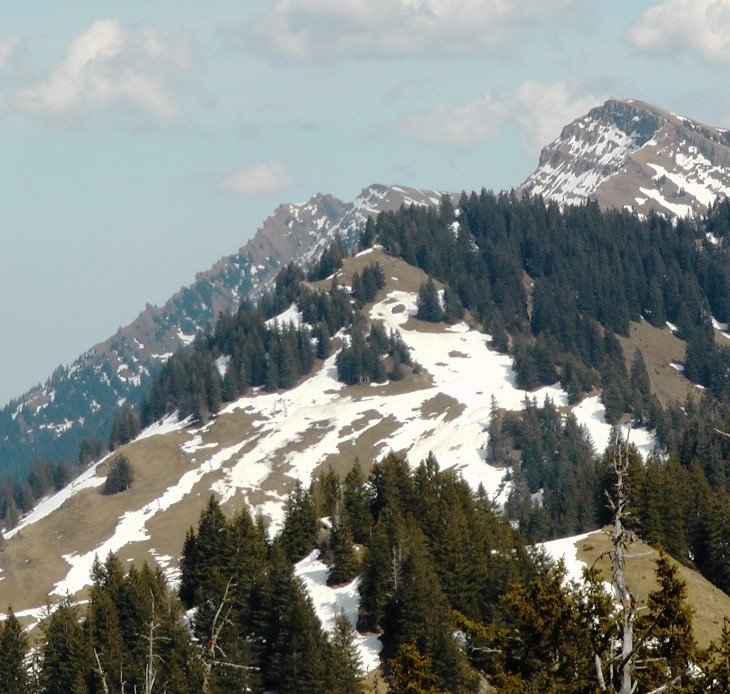
Eineguntkopf (Bildmitte) vom Falken; Rindalphorn und Hochgrat dahinter; östlicher Falkenkopf davor